# 伊東祐帰
伊東 祐帰（いとう すけより）は、日向国飫肥藩第14代（最後）の藩主で、飫肥藩知事。

## 生涯
第13代藩主・伊東祐相の長男。明治2年（1869年）、父が隠居したため家督を継ぎ、まもなく知藩事となる。そして藩の官制改革などを行なっている。明治4年（1871年）の廃藩置県で東京に移住する。
明治10年（1877年）の西南戦争においては、継室の養兄である岩倉具視の要請により、飫肥士族に西郷隆盛率いる西郷軍に加担しないよう説得に当たった。同年4月2日、西郷軍に組みしようとした小倉処平ら飫肥隊のもとにも手紙が届いていたが、結果的に小倉らは西郷軍に参加した。
1884年（明治17年）7月8日、子爵を叙爵した。明治27年（1894年）4月25日、東京にて40歳で死去した。鵜戸神宮宮司を務めた。

## 栄典
- 1894年（明治27年）4月25日 - 正四位[5]

## 家族
父母
- 伊東祐相（父）

妻
- 木下千賀 - 木下俊敦の娘（正妻）
- 岩倉文子 - 岩倉具慶の娘（継妻）
- 酒井久子 - 酒井忠義の娘（継々妻）

子女
- 伊東祐弘（長男）生母は久子（継々妻）
- 彜子（長女） - 子爵吉田良正の妻